# Dewi Pechler
Dewi Luzi Louise Pechler (Dokkum, 9 september 1983) is een Nederlandse zangeres. Ze was in 2002/2003 een kandidaat van het tv-programma Idols en in 2009/2010 van het tv-programma Popstars.

## Biografie
Pechler had al eerder aan een talentenjacht deelgenomen en in een aantal bandjes gezongen, waaronder een rapgroep. Vanaf haar 16e is ze privézanglessen gaan volgen bij de voormalige zanglerares van Anouk. Tot haar 20e heeft ze in Friesland in het dorp Scherpenzeel gewoond en later in o.a. Hilversum, Haarlem en Amsterdam. Vanaf 2002 zong ze in een coverband. In 2000 kreeg ze op 16-jarige leeftijd een dochter. Pechler volgde de opleiding SCW Kunst & Cultuur in Zwolle, waarvan zang, dans en toneel onderdelen zijn.
Voor de audities van Idols 1 (2002/2003) koos Pechler het nummer Your House van Alanis Morissette. Ze kwam hiermee in de theaterronde en zal uiteindelijk via de workshopronde in de finaleronde komen. In de finaleronde haalde ze de zevende liveshow van 22 februari. In deze uitzending werd ze door de kijkers naar huis gestuurd en werd ze vierde van dat Idols-seizoen.
Na haar vertrek uit Idols dook Pechler de studio in om aan eigen materiaal te werken. Na verloop van tijd kwam Pechler dan ook met haar eerste album Know Me. Pechler bracht als debuutsingle het nummer Left of Center uit en in de videoclip van het nummer bleek ze haar uiterlijk drastisch veranderd te hebben. Het nummer werd een top 10-hit. Ze scoorde ook nog hits met de nummers When You Walk In the Room, een duet met Jamai Loman en Amazing.
Hierna speelde samen met de andere Idols 1-deelnemers Yuli en Joël in de musical Hair, en ook zong zij een Nederlandstalig nummer voor radiostation 100%NL. Inmiddels is haar nieuwe album True to my soul uitgebracht in digipack met een dvd. Fragmenten zijn te beluisteren via haar website. In seizoen 2009-2010 van Popstars was Pechler de Mystery Popstar Rood.
Op 9 september 2010 werd de Playboy-editie gepresenteerd. Pechler vierde op die dag tevens haar 27e verjaardag.
In oktober 2018 was Pechler te zien in het RTL 5-programma Adam Zkt. Eva VIPS waar zij naakt op zoek ging naar de ware liefde. In 2023 was Pechler te zien als secret singer in het televisieprogramma Secret Duets. In datzelfde jaar was ze te zien in het televisieprogramma DNA Singers waarin ze samen met haar dochter zong. Ook deed Pechler in 2023 mee aan de kerstspecial van het televisieprogramma De Alleskunner VIPS, waar ze op de achtste plaats eindigde.

## Discografie

### Albums
| Album met eventuele hitnotering(en) in de Nederlandse Album Top 100 | Datum van verschijnen | Datum van binnenkomst | Hoogste positie | Aantal weken | Opmerkingen |
| ------------------------------------------------------------------- | --------------------- | --------------------- | --------------- | ------------ | ----------- |
| Know me                                                             | 2003                  | 25-03-2003            | 10              | 12           | -           |
| True to my soul                                                     | 2008                  | -                     | -               | -            | -           |
| Power of now                                                        | 2011                  | -                     | -               | -            | -           |

### Singles
| Single met eventuele hitnotering(en) in de Nederlandse Top 40 | Datum van verschijnen | Datum van binnenkomst | Hoogste positie | Aantal weken | Opmerkingen                               |
| ------------------------------------------------------------- | --------------------- | --------------------- | --------------- | ------------ | ----------------------------------------- |
| When you walk in the room                                     | 2003                  | 19-07-2003            | 7               | 5            | met Jamai Loman / #7 in de Single Top 100 |
| Left of center                                                | 2003                  | 27-09-2003            | 7               | 8            | #9 in de Single Top 100                   |
| Amazing                                                       | 2004                  | 28-02-2004            | 26              | 4            | #23 in de Single Top 100                  |
| Sour                                                          | 2010                  | 04-09-2010            | tip14           | -            | #7 in Single Top 100                      |
| My neighborhood                                               | 2011                  | -                     | -               | -            | #61 in de Single Top 100                  |
| Louder                                                        | 2012                  | -                     | -               | -            | -                                         |